# Distrito Escolar de Redwood City

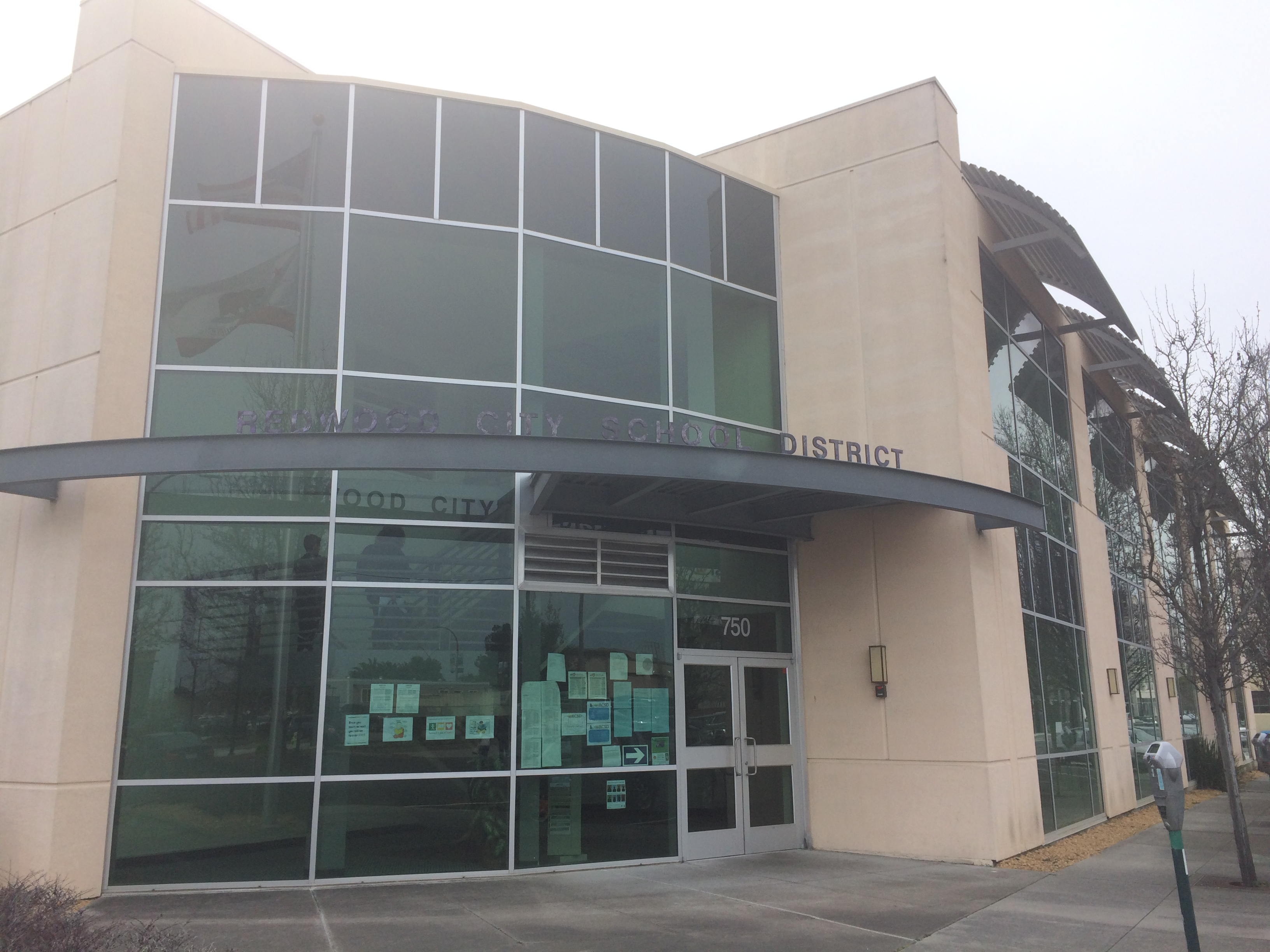
Sede administrativo

El Distrito Escolar de Redwood City (Redwood City School District, RCSD) es un distrito escolar de California. Tiene su sede en Redwood City, y sirve Redwood City y partes de Atherton, Menlo Park, San Carlos, y Woodside. Gestiona escuelas para grados kindergarten a 8 (escuelas primarias y escuelas medias).